# Gran Premio Internacional Dardo Rocha
El Gran Premio Dardo Rocha, Grupo 1 en la escala internacional, es una carrera de caballos pura sangre, llevada a cabo en el Hipódromo de La Plata, Argentina, el 19 de noviembre de cada año, como parte de los festejos municipales por el aniversario de la fundación de la ciudad, por parte del gobernador bonaerense Dardo Rocha en el año 1882. En la misma jornada, como preliminares de este clásico principal, se disputan el Gran Premio Joaquín V. González para caballos milleros y el Clásico Ciudad de La Plata para velocistas.
Este premio, el cotejo más prestigioso de todo el calendario turfístico platense, se instituyó en 1918, alternándose desde 1915 con otras denominaciones como “19 de noviembre” y “Premio La Plata”, hasta que definitivamente en 1960 pasó a ser el “Gran Premio Internacional Dardo Rocha”.
La distancia de esta contienda hasta 1965 fue de 2300 metros, y a partir de ese momento de 3000 m, haciendo el mejor tiempo Dart en 3’ 9 4/5 en 1968. Desde 1979 hasta la actualidad, la prueba se disputa sobre 2400 metros.

## Cronología

### 2011
Se corrió la reunión N° 111 el día 19 de noviembre de 2011 en la cual se disputó la edición 91° del Gran Premio Internacional Dardo Rocha (Grupo 1) y siendo las 20: 40 horas se largo en pista ligeramente húmeda, sobre la distancia de 2400 metros y con un total de 12 participantes en la misma, llegó triunfante por segundo año consecutivo el SPC brasilero Mr. Nedawi (Neawi - Cryptic Crucial) a la edad de los 7 años con la monta del Jockey José Aparecido Da Silva y entrenado por el señor Joao Gabriel Da Costa y perteneciente al Stud Hole In One, llegando 2° Aristocity a 2 cuerpos y medio, 3° Expressive Halo, 4° Carisma Gulch, 5° Calidoscopio y 6° Emperador Juan, la distancia la recorrieron en el tiempo de 2:28: 90 minutos 

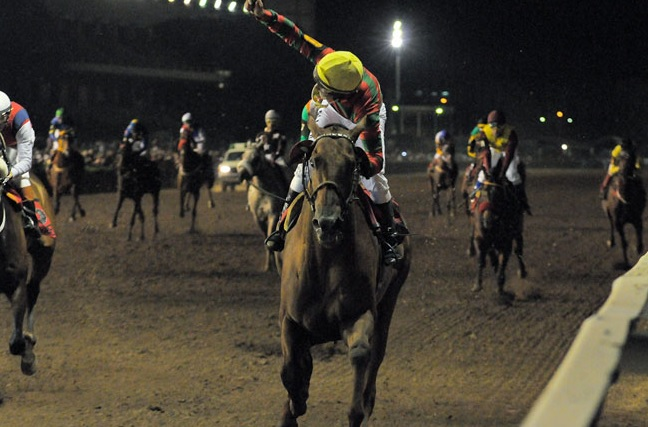
El SPC Gran Enzo ganando el Gran Premio Internacional Dardo Rocha, edición 92° (2012)

### 2012
A lo largo de la reunión hípica N° 111 del corriente año, el día 19 de noviembre se corrió la edición N° 92, del Gran Premio Internacional (Grupo 1) Dardo Rocha, en el Hipódromo de La Plata, con campana de largada a las 20:30 horas, con la cantidad de 19 competidores que ingresaron a la gatera, para desarrollar la competencia, la cual se realizó en una pista normal, dicho gran premio fue ganado por el SPC Gran Enzo (Equal Stripes - La Maranello), el alazán tostado, representante del Stud Los Vasco, conducido por el jockey Rodrigo Blanco (Argentina), compitiendo con 61 kilos en la montura, a los 5 años de edad, y por el pescuezo se adjudicó la carrera, el equino entrenado por Daniel A. Bordón, mientras tanto el tordillo Giacon (Giacomo - Kascha) defendiendo las telas del Stud Haras El Firmamento, y en la montura del mismo el jockey Edwin Talaverano (Perú) ingresan en el segundo puesto, recorriendo la distancia de los 2400 metros en un tiempo de 2:31:57 minutos. luego el marcado se completo en el 3° Malibú Queen, 4° Gato Editor, 5° Mustang Force y 6° Mister Tin

### 2013

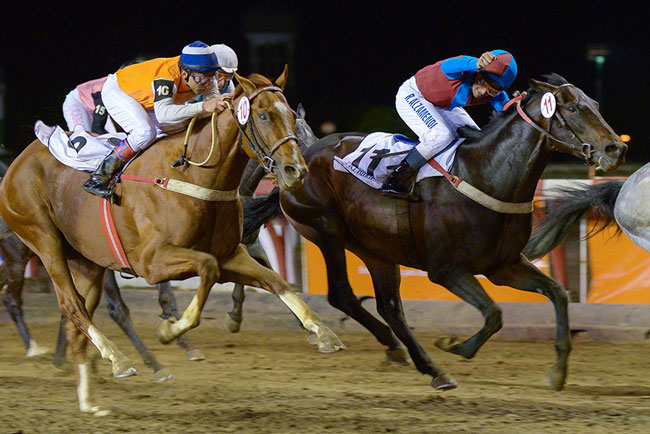
El SPC Flag Nine ganando el Gran Premio Internacional Dardo Rocha, edición 93° (2013)

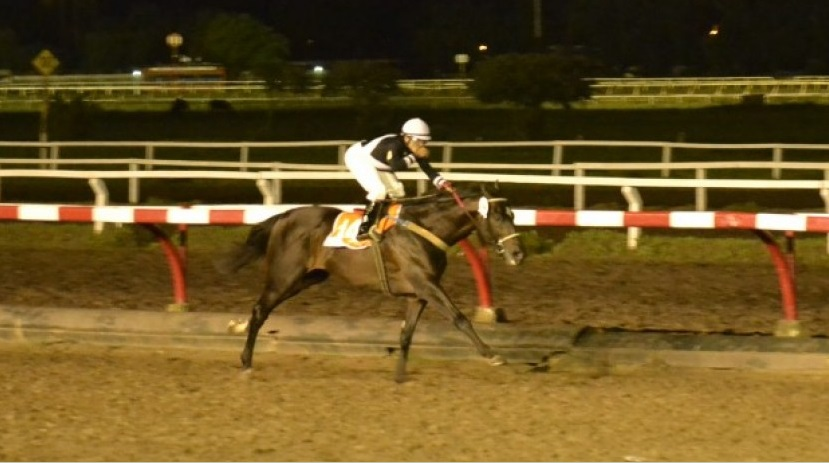
El SPC Ídolo porteño ganador del Gran Premio Internacional Dardo Rocha, Edición 94° (2014)

El 19 de noviembre de 2013, durante la reunión hípica N° 111 del corriente año, se disputó la edición 93° del Gran Premio internacional (Grupo 1) Dardo Rocha en el Hipódromo de La Plata, el mismo se abrieron los partidores a las 20:35 horas, para el arranque de los 16 SPC que se dieron a la partida del gran evento, que se corrió sobre una pista en condiciones normales, en la cual se alzó ganador el equino del Stud St Santa Margarita, con 4 años de edad Flag Nine (Flag Down - Red Brocade), macho y de pelaje zaino, el mismo compitió con 59 1/2 kilos y fue conducido a la victoria por el jockey Alzamendi Roberto N (Argentina) y entrenado por Turquieto Mario D, recorriendo la distancia en 2:29:38 minutos y por la distancia de medio pescuezo dejó en el segundo lugar al SPC Bajista, 3° Gato Editor, 4° Giacom, 5° Lucky Rescued, 6° Muatang Force

### 2014
Durante el desarrollo de la reunión hípica N° 110, el día 19 de noviembre de 2014, se corrió el Gran Premio Internacional Dardo Rocha, edición 94°, a las 20:35 horas, se abren los partidores para los 17 equinos que se aprontaron para esta competencia y luego de recorrer los 2400 metros en pista pesada y en un tiempo de recorrido de 2:31:74 minutos, el SPC Ídolo Porteño  (Jump Start - Idealidad) zaino, macho, de 4 años de edad, representando al Stud Haras Cachagua y en la montura con 59 1/2 y dirigido por el Jockey Fernández Goncalve F (Brasil), entrenado por el Gaitan Nicolas A. y distanciando por 5 cuerpos al segundo lugar SPC Río Vettel (True Cause - Regal Compact), llegando en el 3°lugar Potent Way, 4° Giacom, 5° Niceto Vega y 6° Mustang Force.

### 2015

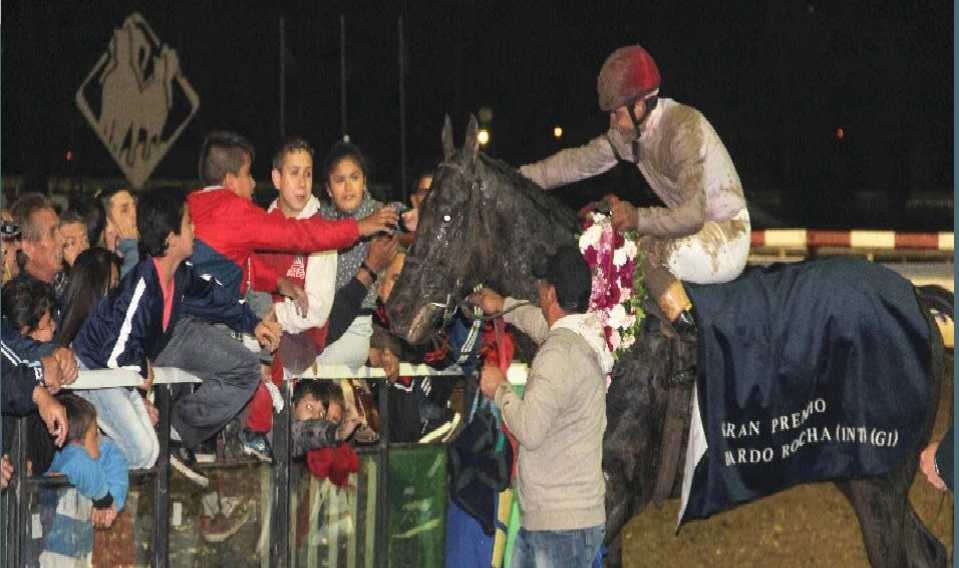
El SPC Giant Killing ganador del Gran Premio Internacional Dardo Rocha, edición 95° (2015)

En la reunión hípica N° 109 del año, el 19 de noviembre de 2015 se desarrolló la edición N° 95 del gran premio, en el cual había 20 competidores inscritos para hacer de la partida a las 20:30 horas, en la que compitieron 19 equinos, en una pista fangosa, luego de recorrer la distancia de 2400 metros, muy complicados, llega al disco en primer lugar el macho de 5 años de edad el SPC Giant Killing (Hat Trick - Giant´s Ondway), en un tiempo de 2:36:12 segundos, con 61 kilogramos en la montura, llevando triunfante al disco el jockey Rodrigo Blanco (Argentina) y entrenado por Carlos Daniel Etchechoury, perteneciente al Stud Mirko y aventajando por 3 cuerpos al SPC Extra Quiz (Lizard Island -Embrace Moi), completando las chapas del marcador en el 3° Enzo Stripes, 4° Niceto Vega, 5° Bajista y 6° Hortensius.

### 2016

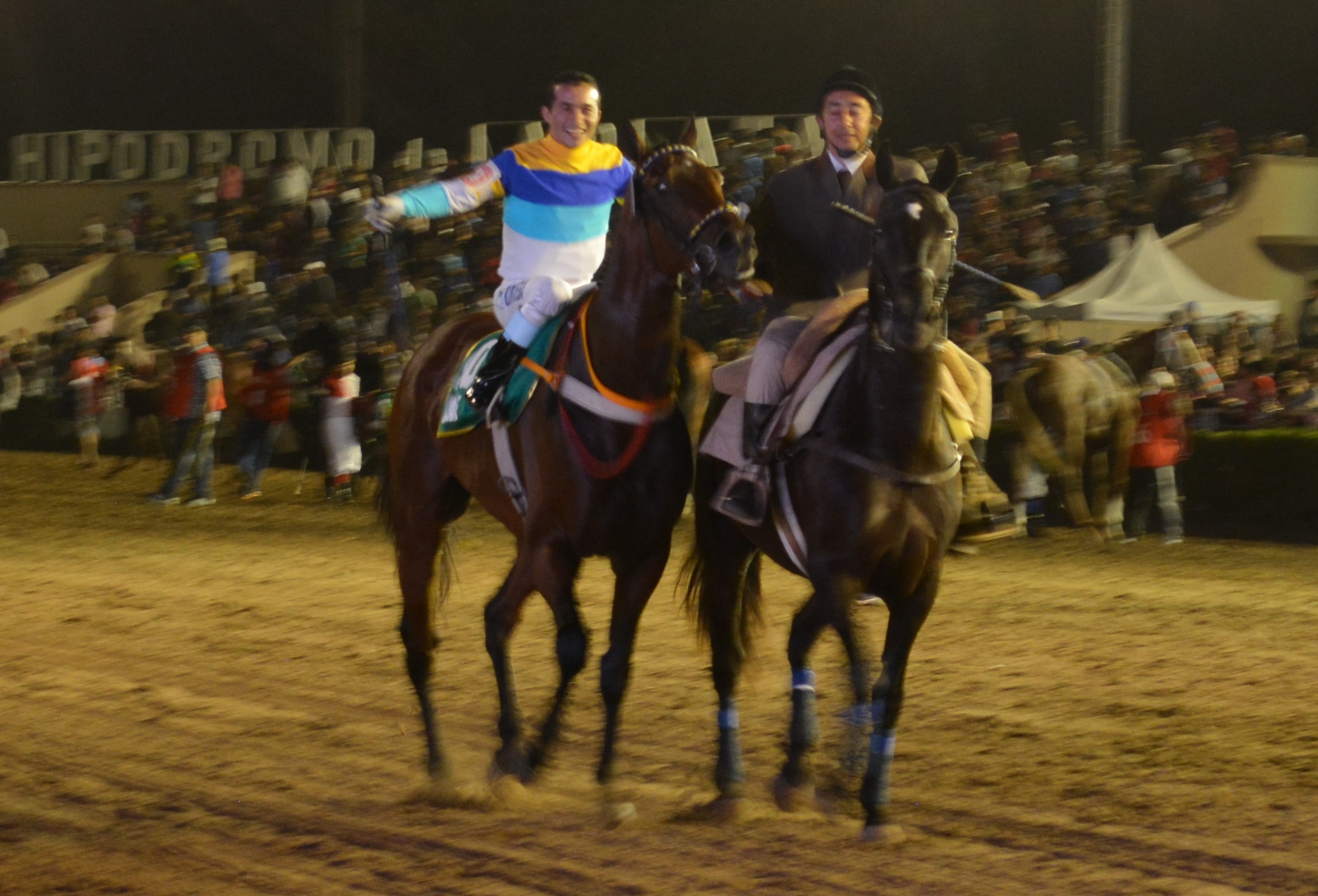
El SPC Keane, ganador del Gran Premio Internacional Dardo Rocha, edición 96° (2016)

Día 19 de noviembre de 2016, se disputó en el Hipódromo de La Plata la edición 96° del Gran Premio, durante el desarrollo de la reunión hípica N° 110, con campana de largada a las 20:00 horas, los 11 competidores que se dieron cita a la gran competencia iniciaron el recorrido de los 2400 metros, que luego de un tiempo de 02:28:58 minutos, en pista normal, llega triunfante el representante del Stud Santa Elena, el sangre pura de carrera Keane (Equal Stripes - Krysia), de 4 año de edad, con la monta del jockey Eduardo Ortega Pavón (Paraguay) 59 1/2 kilos en la montura del equino, llegando en segundo puesto a 2 cuerpos el SPC Romaño (Roman Ruler - Limusina), siendo el entrenado del caballo ganador el señor Gaitan Lucas. El marcador del gran premio se completo con los siguientes SPC, en el 3°Horstensius, 4° Solo un momento 5° GoAlone y 6° Uomo in Frac.

### 2017

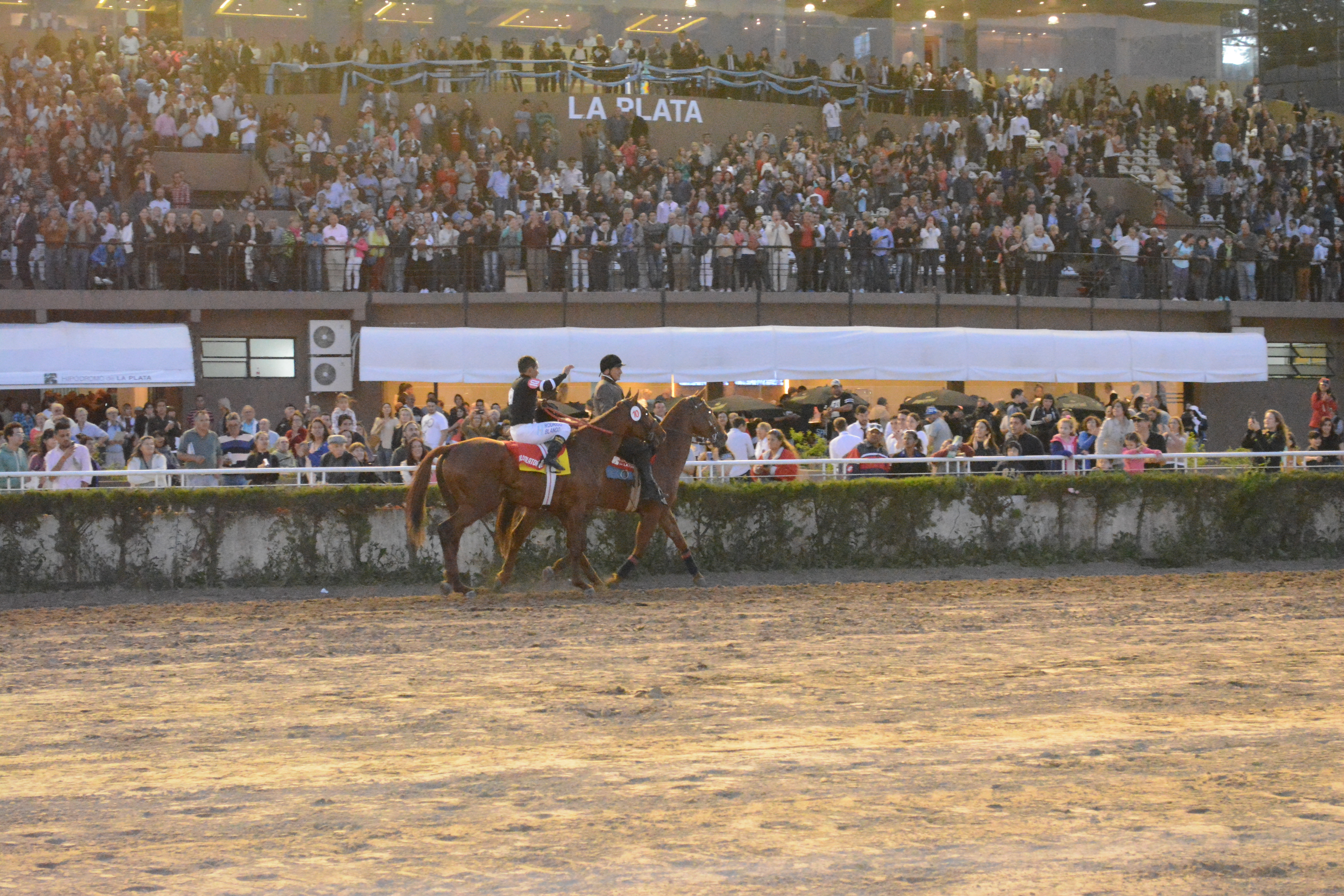
El SPC Calcolatore ganador del Gran Premio Internacional Dardo Rocha 97° (2017)

19 de noviembre de 2017, se disputó la edición 97° del gran premio, mientras se desarrolló la reunión hípica N° 110 del año, sobre pista normal y siendo las 19:20 horas, se abrieron los partidores largando los 11 sangre puras de carrera participantes del gran premio, luego de recorrer los 2400 metros en 2:31:79 minutos, llega al disco triunfante el equino Calcolatore (Tawqeet - Cal the Queen) con la monta de Rodrigo Blanco (Argentina), 59 1/2 kilos en el lomo y al entrenado por Etchechoury Juan Javier, distanciando al segundo puesto de la competencia por 1 1/2 cuerpo al equino Marcus Aurelius (Catcher in The Rye - Mubareraat), 3° Fiskardo, 4° Rosado Van, 5° Soy Inglés y 6° Sixties Song.En este gran premio el jockey Rodrigo Blanco ingresa triunfante por cuarta vez en este gran premio a la herradura de los vencedores siendo en las otras tres veces en el año 2008 Reraice, 2012 Gran Enzo y 2015 Giant Killing.

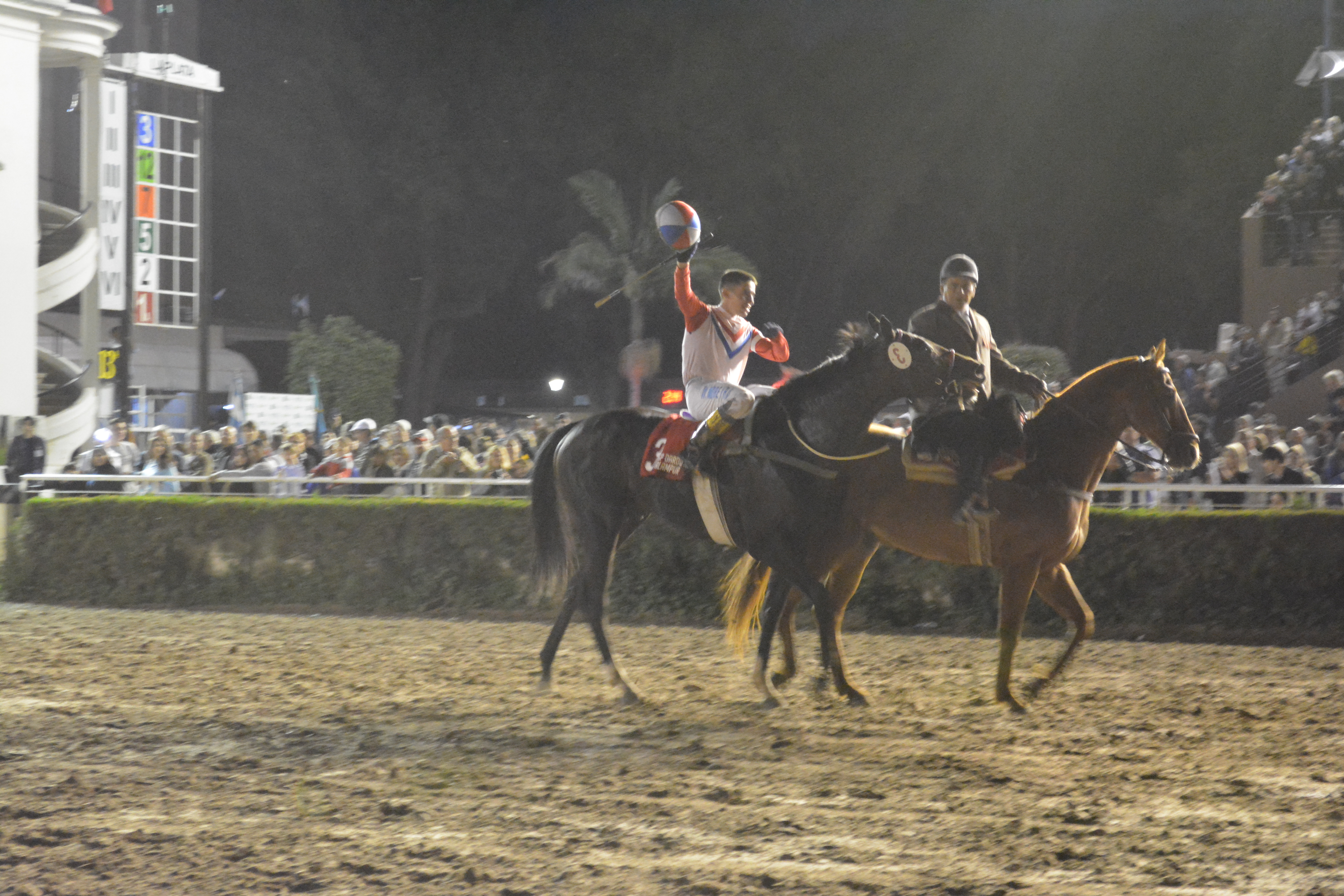
El SPC Alampur luego de ganar el Gran Premio Internacional Dardo Rocha, edición 98° (2018)

### 2018
El día 2 de diciembre de 2018, en la reunión hípica N° 113 del año, se corrió la edición 98°, siendo las 20:05 horas, sobre la distancia de 2400 metros, sobre pista normal, participando un total de 20 competidores, el sangre pura de carrera Alampur (Catcher inThe Rye - Alzehba), macho, zaino, desarrollada en pista normal y en la montura con el jockey Wilson Moreyra (Argentina), con 59 1/2 kilos en la montura, siendo entrenado por Jorge Manyanky Neer, perteneciente al stud Asunción, recorriendo la distancia en un tiempo de 2:32:16 minutos, entrando a 3/4 de cuerpo Distinto Rye (Catcher in The Rye - Distinguida Lode), 3° El Pendex, 4° Dargreen, 5° Marcus Aurelius y 6° Mi Chispaso.

### 2019
El día 19 de noviembre de 2019, en la reunión hípica N° 108 del año, se corrió la edición 99°, siendo las 20:15 horas, sobre la distancia de 2400 metros, en pista normal, con una partida de 16 competidores, llegó triunfante al disco el equino Solo Un Momento (Orpen - Salsa Inglesa), de sexo macho y pelaje zaino, en la montura con el jockey Pablo Falero (Uruguay), siendo su última competencia que corriera en el Hipódromo de La Plata, el equino bajo los cuidados del entrenador Luciano Cerutti, perteneciente la caballeriza Carampague, recorrió la distancia en 02:33:13 minutos, distanciando por el pescuezo a su perseguidor el SPC Little Vicky, 3° Australis Cheeky, 4° Emotion Orpen, 5° Pure Nelson y 6° Raven Master. En su carrera deportiva como jockey Pablo Falero, llegó triunfante al disco en tres oportunidades. En el año 1997 El Berberisco, 2009 Bien Toi y 2019 Solo un Momento.

### 2020

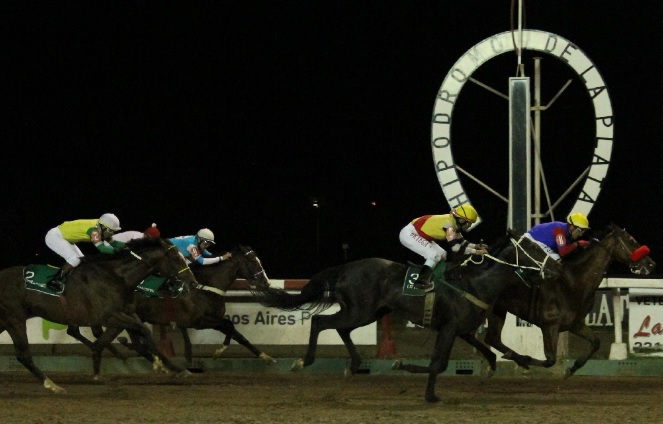
El PSC Solo un momento ganando el Gran Premio Internacional Dardo Rocha, edición 99° (2019)

19 de noviembre de 2020, reunión hípica N°60 del año. Se disputó la edición 100° del Gran Premio Internacional Dardo Rocha (Grupo 1), en el cual se esperaba una gran fiesta para su centésima edición, el mismo bajo un contexto inédito por la pandemia por el COVID - 19 y llevó tomar medidas de restricciones de protocolos sanitarios, que obligaron a las autoridades del circo hípico de los eucaliptos a la realización del Gran Premio sin la presencia de público en las tribunas, lo cual llevó a que el fervor de los burreros por la pasión popular y el colorido de las tribunas (aplausos y gritos) estuvieran ausentes en las mismas. 
La carrera se desarrolló en los 2400 metros de la misma, a las 18:30 horas con la participación total de 11 competidores en busca de llevar triunfante al disco ganador y quedar en la historia del del circo hípico platense. Se largo la competencia con la gatera con el total de los competidores inscriptos al gran premio, y luego de 02:31:84 minutos llegó victorioso al disco el zaino con el número 6 el SPC Emotion Orpen (Orpen - Unavailable) el macho criado y cuidado en el Haras y Stud Firmamento, fue conducido en su montura con 60 kilos por el Jockey Brasilero Fernández Goncalvez Leandro, el mismo bajo el entrenamiento de Gaitan Lucas, distancio al segundo por 2 cuerpos y medios. Tanto el jockey como el entrenador se llevaron por segunda vez el galardón del gran premio. El zaino del Stud el Firmamento con una campaña de 18 carreras corridas llegó triunfante en 7 de ellas, con un 39 % de eficacia. Era la segunda vez que participaba en el Gran Premio Dardo Rocha.
2021

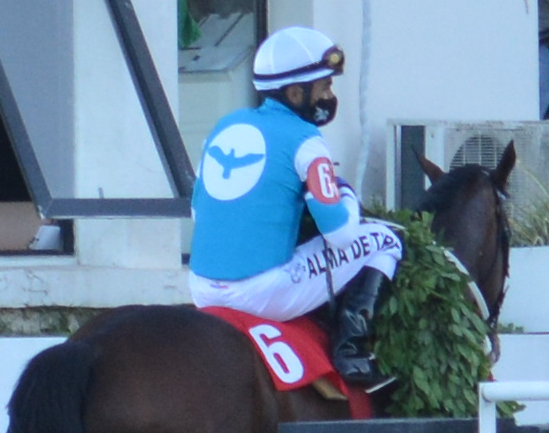
El SPC Edition Orpen, entrando triunfante a la redonda de los ganadores, edición 100° (2020)

En otro año más de pandemia por el Covid - 19, el 19 de noviembre de 2021, y luego de haber disputado la edición anterior sin público, en esta nueva edición la N° 101 en el historial del Gran Premio Internacional Dardo Rocha (Grupo 1). En el turno de la 14° carrera, se programo en el programa del día, sobre la distancia de 2400 metros, sobre un total de 15 inscriptos a la contienda, se presentaron a la partida del Gran Premio, 14 Sangres Puras de Carrera a las 18:05 hs, se abrieron los partidores y luego de 02:29:57 minutos para recorrer la distancia, llega triunfante al disco el tordillo SPC Zuran Zuran (Remote - La Duran), con la conducción mágica del Jockey Brasilero Fernández Goncalvez Leandro, llegando por segundo año consecutivo triunfante y tercero en su historial en el Gran Premio Internacional Dardo Rocha, el tordillo bajo el entrenamiento de Eduardo "Lalo" Tadei y perteneciente al Stud Anaxor, con 59 kilos en el lomo y ganando por 3/4 cuerpo sobre el gran SPC Miriñaque (Hurricane Cat - Langostura). El tordillo de "Lalo" Tadei presenta una campaña magistral sobre un total de 7 competencias corridas, llegó triunfante en 6 de ellas con un promedio de eficacia del 85,7 %.

## Últimos ganadores del Gran Premio Internacional Dardo Rocha
| Año  | Ganador         | País | Jockey                  | País | Padre              | País | Madre              | País | Criador                     | Caballeriza            | Colores            |
| ---- | --------------- | ---- | ----------------------- | ---- | ------------------ | ---- | ------------------ | ---- | --------------------------- | ---------------------- | ------------------ |
| 2024 | Treasure Island |      | Francisco Gonçalves     |      | Treasure Beach     |      | Mandarine Jelly    |      | Haras El Doguito            | Bien De Abajo          |                    |
| 2023 | Tio Boy         |      | Gonzalo Borda           |      | Greenspring        |      | Potra Tía          |      | Haras Vikeda                | El Ciclón              |                    |
| 2022 | Miriñaque       |      | Francisco Gonçalves     |      | Hurricane Cat      |      | Langostura         |      | Haras De La Pomme           | Parque Patricios       |                    |
| 2021 | Zuran Zuran     |      | Francisco Gonçalves     |      | Remote             |      | La Duran           |      | Haras Firmamento            | Anaxor                 |                    |
| 2020 | Emotion Orpen   |      | Francisco Gonçalves     |      | Orpen              |      | Unavailable        |      | Haras Firmamento            | Firmamento             | Horse racing silks |
| 2019 | Solo Un Momento |      | Pablo Falero            |      | Orpen              |      | Salsa Inglesa      |      | Haras Carampangue           | Carampangue            | Horse racing silks |
| 2018 | Alampur         |      | Wilson Moreyra          |      | Catcher in the Rye |      | Alzehba            |      | Haras Santa Inés            | Asunción               | Horse racing silks |
| 2017 | Calcolatore     |      | Rodrigo Blanco          |      | Tawqeet            |      | Call the Queen     |      | Haras Santa María De Araras | Oye Tango              | Horse racing silks |
| 2016 | Keane           |      | Eduardo Ortega Pavón    |      | Equal Stripes      |      | Krysia             |      | Haras La Manija             | Sta. Elena             | Horse racing silks |
| 2015 | Giant Killing   |      | Rodrigo Blanco          |      | Hat Trick          |      | Giant's Blondway   |      | Haras La Pasión             | Mirko                  | Horse racing silks |
| 2014 | Ídolo Porteño   |      | Francisco Gonçalves     |      | Jump Start         |      | Idealidad          |      | Haras La Esperanza          | Haras Cachagua         | Horse racing silks |
| 2013 | Flag Nine       |      | Roberto Alzamendi       |      | Flag Down          |      | Red Brocade        |      | Haras La Madrugada          | Stud Santa Margarita   | Horse racing silks |
| 2012 | Gran Enzo       |      | Rodrigo Blanco          |      | Equal Stripes      |      | La Maranello       |      | Haras Usasti                | Los Vascos             | Horse racing silks |
| 2011 | Mr. Nedawi      |      | Jose Aparecido Da Silva |      | Nedawi             |      | Cryptic Crucial    |      | Haras Old Friends           | Hole In One            | Horse racing silks |
| 2010 | Mr. Nedawi      |      | Jose Aparecido Da Silva |      | Nedawi             |      | Cryptic Crucial    |      | Haras Old Friends           | Hole In One            | Horse racing silks |
| 2009 | Bien Toi        |      | Pablo Falero            |      | Lasting Approval   |      | Bien Belle         |      | Christin Firmin Didot       | San Francisco de Pilar | Horse racing silks |
| 2008 | Reraise         |      | Rodrigo Blanco          |      | Know Heights       |      | Fanciulla del West |      | Gonçalo Borges Torrealba    | Stud T.N.T.            | Horse racing silks |
| 2007 | Ithamar         |      | Miguel Meléndez         |      | Intérprete         |      | Native Belle       |      | Haras El Paraíso            | El Cimarrón            | Horse racing silks |
| 2006 | De Pizarra      |      | Jorge Ricardo           |      | Mutakddim          |      | Tihama             |      | José María Nelson           | Los Nelson             | Horse racing silks |
| 2005 | Basko Pintón    |      | Gustavo Calvente        |      | Engrillado         |      | Dark Beauty        |      | Haras Usasti                | F.F.C.                 | Horse racing silks |
| 2004 | Badajo          |      | Antonio Rivero          |      | Roy                |      | Baldeada           |      | Haras Vacación              | Los Cerrillos          | Horse racing silks |
| 2003 | El Charlatán    |      | Antonio Rivero          |      | Mutakddim          |      | La Lógica          |      | Haras La Quebrada           | Gaviota de Mar         | Horse racing silks |
| 2002 | Bat Ruizero     |      | Jorge Valdivieso        |      | Bat Ático          |      | Soy de Ruiz        |      | Haras Los Césares           | Lacydon                | Horse racing silks |
| 2001 | Second Reality  |      | Gonzalo Hahn            |      | Hidden Prize       |      | Secret Love        |      | Haras Orilla del Monte      | El Asturiano           | Horse racing silks |
| 2000 | Campesino       |      | Jacinto Herrera         |      | Careafolie         |      | Ting a Tong        |      | Haras La Colina             | Starlight              | Horse racing silks |
| 1999 | Rubio First     |      | Horacio Betansos        |      | Lode               |      | Hankola            |      | Haras Abolengo              | Rubio B.               | Horse racing silks |
| 1998 | Chevillard      |      | Néstor Oviedo           |      | Southern Halo      |      | Charme             |      | Haras La Quebrada           | Las Telas              | Horse racing silks |
| 1997 | El Berberisco   |      | Pablo Falero            |      | Octante            |      | Berberia           |      | Haras El Paraíso            | Los Patrios            | Horse racing silks |
| 1996 | No se disputó   |      |                         |      |                    |      |                    |      |                             |                        |                    |
| 1995 | Potrialma       |      | Juan Carlos Noriega     |      | Potrillazo         |      | Palm               |      | Haras La Madrugada          | Tori                   | Horse racing silks |
| 1994 | El Florista     |      | Juan José Paulé         |      | El Basco           |      | La Violetera       |      | Haras de la Pomme           | J.S.A.                 | Horse racing silks |
| 1993 | Nativo del Sur  |      | Horacio Betansos        |      | Dark Brown         |      | Rosaura            |      | Haras Rosa do Sul           | Tramo 20               | Horse racing silks |
| 1992 | Franco Boy      |      | Miguel Sarati           |      | Mat-Boy            |      | Franqueada         |      | Haras El Rincón             | El Galo                | Horse racing silks |